# チョコレートドーナツ
『チョコレートドーナツ』（原題: Any Day Now）は、2012年のアメリカ合衆国のドラマ映画。
「1970年代のニューヨークのブルックリンでゲイの男性が育児放棄された障害児を育てた」という実話に着想を得て製作された映画である。脚本を務めたジョージ・アーサー・ブルームはモデルとなったゲイの男性を友人に紹介され、彼がその子供を養子にしようとしたらどうなるだろうかと考えて、ゲイの男性が少年を養子にしようとしたときに直面するであろう問題について調査した後、数ヵ月後には脚本ができていたという。
日本語版のキャッチコピーは「僕たちは忘れない。ぽっかりと空いた心の穴が愛で満たされた日々―。」。
2020年に日本において世界で初めての舞台化、東山紀之主演、宮本亞門演出。

## 物語
1979年のカリフォルニア。歌手を夢見ながら、ショーパブでパフォーマーとして日銭を稼ぎ暮らすルディは、客として訪れた検事局のポールと心を通わせ合い、交際を始める。
そんな折、ルディはアパートの隣の部屋に住むダウン症の少年マルコが、危険薬物を所持し逮捕された母親のために、施設へと隔離された事実を知る。繰り返されるマルコの脱走に心を痛めたルディは、ポールを説き伏せてマルコを引き取りともに暮らそうと提案する。同性愛の恋人同士であることを伏せ、法的手続きによりマルコの監護者となった二人は、本当の両親のようにマルコに愛情を注ぎ、三人で幸せな日々を送る。
だが周りの反応は冷淡であり、彼らをパーティに招いたポールの上司との衝突で事態は一気に悪化し、ふたりはマルコの養育者と認められず裁判沙汰となる。弁護士の奮闘もむなしく、ルディとポールはマルコとの関係を引き裂かれる。そしてふたたびの脱走を試みたマルコが放浪のあげく悲惨な運命をたどったことをルディは知る。
歌手として認められたルディは、愛する者たちとのつながりを引き裂かれた怒りと悲しみとをマイクに叩きつけてゆく。

## キャスト
括弧内は日本語吹替。
- ルディ・ドナテロ - アラン・カミング（内田夕夜）：ショーパブ歌手
- ポール・フラガー - ギャレット・ディラハント（てらそままさき）：検察官
- マルコ・ディレオン - アイザック・レイヴァ（佐藤優吏）：ダウン症の少年
- ロニー・ワシントン - ドン・フランクリン：黒人弁護士
- マリアンナ・ディレオン - ジェイミー・アン・オールマン（英語版）（山賀晴代）：マルコの母
- マイヤーソン - フランシス・フィッシャー（沢田敏子）：判事
- ランバート - グレッグ・ヘンリー（世古陽丸）：マリアンナの弁護士
- ウィルソン - クリス・マルケイ（山岸治雄）：州検察官、ポールの上司
- モニカ - ミラクル・ローリー（英語版）：ポールの秘書
- レズニック - アラン・レイチンス：判事、再審時担当
- プリット - ジェフリー・ピアース（英語版）：警察官
- ミス・フレミング - ケリー・ウィリアムズ：マルコの担任教師
- マルチネス - 家庭局保護官
- ラリー - 物乞い
- ミス・ミルズ - ミンディ・スターリング
- ジョニー・ボーイ - ダグ・スピアマン
- PJ - ランディ・ロバーツ
- マイルズ・デュブロー - マイケル・ヌーリー（山岸治雄）
- 医師 - クライド・クサツ

## 日本公開
アメリカで高い評価を受けていた本作だが、日本での上映は当初1館のみであった。日本の宣伝担当によると、様々な日本のテレビ局に宣伝を売り込んでいたものの、局や番組のプロデューサーから「ゲイカップルとダウン症の映画なんて紹介できないよ」と断られ続けたという。しかし、映画コメンテーターのLiLiCoは『王様のブランチ』にて泣きながら本作を紹介し、その翌週から上映館が140館に増え、日本でも広く知られるようになった。その後、本作のBlu-ray&DVDが発売されるときにLiLiCoは宣伝隊長に就任している。本作の紆余曲折について、LiLiCoは後年、「高い評価を受けていた傑作が、偏見によって紹介されもしなかった。頭にきましたね」「テレビは（出演者やスタッフなど）LGBTQの人たちに支えられている業界なんだから、そろそろトップも意識を変えていかなきゃいけないと思いますよ」とコメントしている。

## 舞台
PARCO劇場オープニング・シリーズとして2020年12月7日初日の予定だったが、直前になって出演者が新型コロナウイルスに感染したことが分かり、開幕が延期となった。 
2021年3月23日と24日には、マルコを演じたダウン症の青年二人にスポットを当てたドキュメンタリー番組がEテレで放送された。
2023年10月 - 11月、PARCO劇場開場50周年記念シリーズとして、東京・大阪・熊本・宮城・愛知で再演予定。

### 初演

#### キャスト（2020年）
- ルディ・ドナテロ - 東山紀之
- ポール・フラガー - 谷原章介
- マルコ・デ・レオン - 高橋永 / 丹下開登
- マイヤーソン判事 - 高畑淳子
- ウィルソン - モロ師岡
- ランバート弁護士 / ミキシング技師 / 客 - 堀部圭亮
- オーナー / 客 - 八十田勇一
- モニカ・アボット / 書記 - 妃海風
- マリアンナ・デ・レオン / ベット・ミドラー / 歌手 - まりゑ
- イザベラ・ウィルソン / ミルズ家庭局員 - 大西多摩恵
- リチャード・ウィズニック裁判長 / 大家 - 下総源太朗
- エミレオ - エミ・エレオノーラ
- ロニーワシントン弁護士 / バネッサ - 矢野デイビット
- キャリー - 穴沢裕介
- アンジェリカ - 佐々木崇
- ジャネット - 高木勇次朗
- ジェイミー - シュート・チェン
- ニッキー - 米澤拓真

#### スタッフ（2020年）
- 演出 - 宮本亞門[8]
- 翻案・脚本 - 谷賢一

### 再演

#### キャスト（2023年）
- ルディ・ドナテロ - 東山紀之
- ポール・フラガー - 岡本圭人
- 八十田勇一、まりゑ、波岡一喜、綿引さやか、斉藤暁、大西多摩恵、エミ・エレオノーラ、矢野デイビット、穴沢裕介、高木勇次朗、シュート・チェン、棚橋麗音、小宮山稜介、山西惇、高畑淳子

#### スタッフ（2023年）
- 翻案・脚本・演出 - 宮本亞門
- 訳詞 - 及川眠子